# Rio Sepotuba
O Rio Sepotuba é um curso de água que se situa no estado de Mato Grosso, Brasil, e um importante afluente da Bacia do Alto Rio Paraguai, sendo um dos seus principais tributários.
A bacia hidrográfica do rio Sepotuba possui uma área superior a 984.000 hectares (9.840 km2), representando cerca de 1% da área do Estado de Mato Grosso. Está localizada entre as coordenadas 8.458.830 e 8.217.240 m na direção norte-sul e 315.608 e 515.708 m na direção leste-oeste do sistema de projeção cartográfica UTM, Fuso 21, Meridiano Central -57o, Datum SAD-69 (SERIGATTO, 2006).
A bacia do rio Sepotuba abrange 8 municípios, com a seguinte distribuição de áreas em hectares e percentuais:
| Município                  | Área contida na bacia (ha) | Participação em relação à área total da bacia (%) |
| -------------------------- | -------------------------- | ------------------------------------------------- |
| Nova Marilândia            | 134.948                    | 13,82                                             |
| Santo Afonso (Mato Grosso) | 101.285                    | 10,29                                             |
| Tangará da Serra           | 446.627                    | 46,42                                             |
| Nova Olímpia (Mato Grosso) | 15.485                     | 1,57                                              |
| Barra do Bugres            | 108.749                    | 11,05                                             |
| Salto do Céu               | 39.430                     | 4,00                                              |
| Lambari d'Oeste            | 89.240                     | 9,06                                              |
| Cáceres                    | 47.151                     | 4,79                                              |

## Etimologia
Na língua dos índios Parecis, chama-se “Kazazorezá”, que significa “Cipozal”, devido à grande quantidade de cipós encontrados em suas matas ciliares.
Também recebe o nome de rio Tenente Lira, em homenagem ao Tenente João Salustiano Lyra, que foi o responsável designado por Marechal Rondon, para o levantamento topográfico da região para a instalação de linhas telegráficas, que ligava Cuiabá - Santo Antônio do Madeira. O Tenente Lyra não assistiu a finalização desse empreendimento em 1919, pois no dia 3 de abril de 1917, morreu afogado nas corredeiras do Rio Sepotuba e seu corpo jamais foi encontrado.

## Nascente
As nascentes do rio Sepotuba nasce no norte de Mato Grosso, na encosta da Serra do Parecis, no município de Nova Marilândia. Esta chapada é o divisor de águas entre a bacia Amazônica e a Bacia do Paraguai e possui até 800 metros de altitude.

## Afluentes

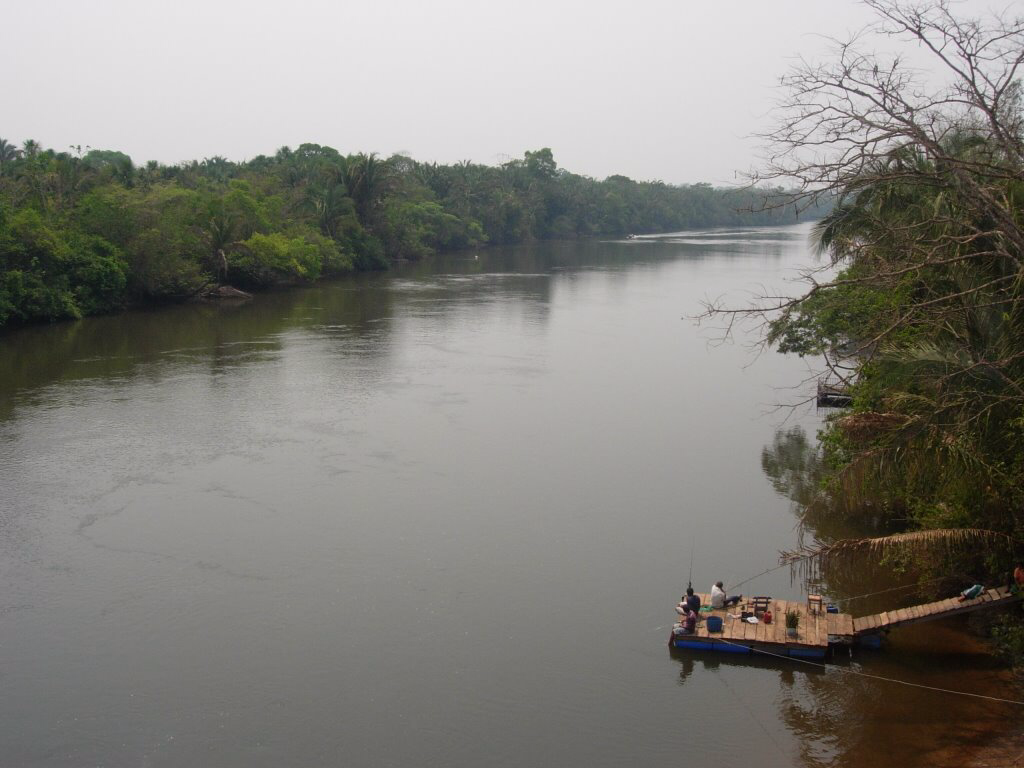
Rio Sepotuba

Abaixo da Chapada do Parecis, está a Serra do Tapirapuã, um extenso planalto basáltico, com altitudes médias de aproximadamente 450 metros, cortadas pelo rio Sepotuba, até este atingir a depressão do Rio Paraguai. Seus principais afluentes são os rios Formoso e Juba. Também há rios menores, como o rio do Sapo e Russo.
- Rio Sepotubinha
- Rio das Tocas
- Rio Queima-Pé
- Rio Sapo
- Rio Formoso
- Rio Juba
- Rio Jubinha

Córregos:
- Ararão
- Estaca
- Tarumã
- Água Limpa
- Bezerro Vermelho

## Pedologia
De acordo com Serigatto (2006) com relação as classes de solos encontradas na área da bacia, baseado no mapa pedológico (SEPLAN, 2000), constatou-se que na área predominam, em nível de ordem, a classe do Latossolo (132.972 ha, 13,50% da área da bacia hidrográfica), Argissolo (408.873 ha, 41,53%) e Neossolo (442.078 ha, 44,90%).

## Turismo

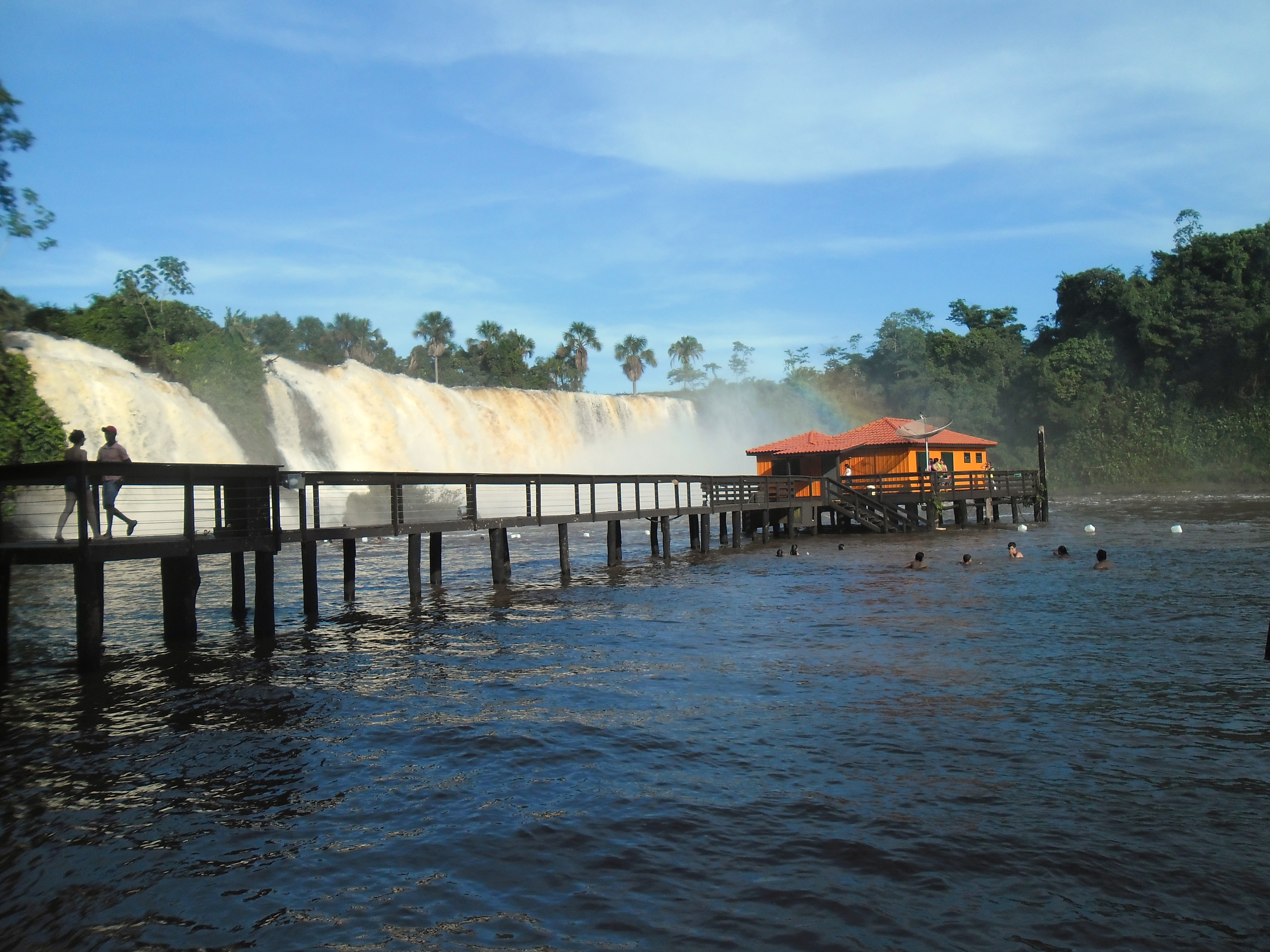
Cachoeira Salto das Nuvens

Ao cortar a Serra Tapirapuã, o rio Sepotuba possui diversas cachoeiras e corredeiras, sendo a mais bela a Cachoeira Salto das Nuvens, com uma majestosa queda de 19 metros de altura por 100 metros de largura e a Cachoeira Salto Maciel, com sequência de corredeiras entre rochas.

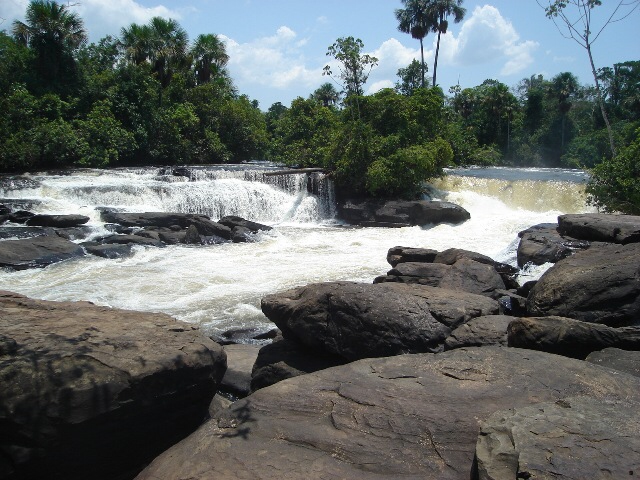
Cachoeira Salto Maciel.

## Documentário
No dia 08 de dezembro de 2018, foi exibido na tela do cinema o documentário “Pelas Águas do Sepotuba” em Tangará da Serra. A aventura de atravessar toda a extensão do Rio Sepotuba remando, foi protagonizada por José Ricardo Tognon e Carlos Eduardo Gomes, e registrada pelo cinegrafista e produtor de vídeo português radicado em Tangará da Serra, Lucenio Carvalho. Familiares, amigos, autoridades e apoiadores puderam apreciar as belíssimas imagens feitas ao longo dos 11 dias de jornada, que será inscrita em festivais de cinema do Brasil e até mesmo de Portugal. De acordo com Lucenio, a experiência foi maravilhosa e ver o trabalho concluído foi algo que proporcionou enorme alegria.
Mais de 500 gigabytes de imagem em vídeo foram captados por meio das câmeras e drones guiadas por Lucenio. Ao final do documentário, que narrou a situação de degradação do Rio Sepotuba, o público aplaudiu veementemente. José Ricardo Tognon, aventureiro e idealizador da expedição, disse que foi confortável participar e destacou a necessidade de atenção que o Sepotuba precisa.
Durante a crise hídrica vivida em 2016, o Rio Sepotuba foi de grande utilidade para socorrer a falta de água em Tangará da Serra. Diante disso, por meio de depoimentos de ribeirinhos, o documentário valoriza a sua importância não apenas para a população de Tangará da Serra, bem como para todo o Bioma do Pantanal.